# Баглаї (Старокостянтинівська міська громада)
Баглаї́ — село в Україні, у Старокостянтинівській міській громаді Хмельницького району Хмельницької області. Розташоване за 1,5 км від станції Ложава. Населення становить 368 осіб. До 2020 орган місцевого самоврядування — Баглаївська сільська рада. 
Неподалік від села розташована ботанічна пам'ятка природи Урочище «Баглаї».

## Історична довідка
В 1885 році  село налічувало 126 будинків і 703 мешканця, а в кінці 19 сторіччя населення зросло до 1107 осіб.
7 (20) листопада 1917 року, відповідно до.Третього Універсалу Української Центральної Ради, увійшло до складу Української Народної Республіки.
12 червня 2020 року, відповідно до розпорядження Кабінету Міністрів України № 727-р «Про визначення адміністративних центрів та затвердження територій територіальних громад Хмельницької області», увійшло до складу Старокостянтинівської міської громади.
19 липня 2020 року, після ліквідації Старокостянтинівського району, село увійшло до Хмельницького району.